# Race Driver: GRID
Race Driver: GRID (або просто GRID) гра з серії TOCA Touring Car розроблена та видана Codemasters. Вона була анонсована 19 квітня 2007 року для консолей PlayStation 3 і Xbox 360, а також для ПК на базі Windows. Гра вийшла 30 травня 2008 року в Європі, 3 червня 2008 року в Північній Америці, в 12 червня 2008 року в Австралії. Через Steam гра була доступна в Австралії вже з 5 червня 2008 року.

## Гемплей
У грі є репутація — яку можна отримати за виконання завдань. Керування плавне на відміну від DiRT 2. Машина зазнає пошкоджень при ударі. А коли настає аварія то гравець має три виходи із ситуації:
1. Переграти гонку із початку.
2. Вийти.
3. Повернути час назад і переграти виділений фрагмент.

Останній розіграш не є нескінченним і обмежується 4 так званими «флеш-беками». А час можна відкочувати на обмежену кількість. Гонки в основному на асфальті.

## Технології
Race Driver: GRID створена на базі рушія Codemasters під назвою Ego, що є розвинутою версією рушія Neon, використаного в Colin McRae: DiRT. У новому рушії був повністю перероблений код, що відповідає за пошкодження.

## Портативна версія
Firebrand Games — розробник Race Driver: Create and Race займаються розробкою гри для Nintendo DS. Гра матиме 20 трас, з 25 автомобілями. Гра також включатиме «Track Design» за допомогою якого гравець сам зможе створювати траси.

## Демо-версія
8 травня 2008 року, демо-версія почала розповсюджуватись через PlayStation Store і Xbox Live Marketplace. Наступного дня була випущена ПК-версія (which uses Securom for DRM). Демо-версія дозволяла гравцям спробувати два ражими гри: racing та drifting.

## Системні вимоги
Minimum Specifications
- Windows XP/Vista. (If running Windows Vista, SP1 is recommended)
- DirectX 9.0c
- Pentium 4 @ 3.0 GHz or Athlon 64 3000+
- 1GB RAM.
- Graphics Card: GeForce 6800 / Radeon X1300 or above
- DirectX Compatible Sound Card
- Dual Layer Compatible DVD-ROM Drive
- 12.5 GB Hard Drive Space

Recommended Specifications
- Windows XP/Vista. (If running Windows Vista, SP1 is recommended)
- DirectX 9.0c
- Intel Core 2 Duo @ 2.66Ghz or Athlon X2 3800+
- 2GB RAM.
- Graphics Card: GeForce 8800 or Radeon HD 3800 series
- Sound Card: Creative Sound Blaster X-Fi Sound Card
- Dual Layer Compatible DVD-ROM Drive
- 12.5 GB Hard Drive Space

Supported Graphics Cards
- ATI: Radeon X1300, X1600, X1800, X1900, X1950, HD2600, HD2900, HD3870, HD 4850, HD 4870

- NVIDIA: Geforce 6800, 7100, 7300, 7600, 7800, 7900, 7950, 8600, 8800, 9800, GTX 200

Версії цих карт для лептопів можуть працювати але офіційно не підтримуються.

## Відгуки
| Видання                      | Оцінка |
| ---------------------------- | ------ |
| Edge                         | 9/10   |
| Game Informer                | 9/10   |
| Game Players                 | 4,5/5  |
| GameRevolution               | B      |
| GameSpot                     | 8/10   |
| IGN                          | 8.7/10 |
| Official Xbox Magazine (США) | 9.0/10 |

Від українського журналу Gameplay гра отримала оцінку 4,5/5 і відзнаку «Вибір редакції».